# Ядришниково
Ядришниково (рос. Ядрышниково) — присілок у Киштовському районі Новосибірської області Російської Федерації.
Входить до складу муніципального утворення Новочекінська сільрада. Населення становить 11 осіб (2010).

## Історія
Згідно із законом від 2 червня 2004 року органом місцевого самоврядування є Новочекінська сільрада.

## Населення
| 1926 | 2002 | 2007 | 2010 |
| ---- | ---- | ---- | ---- |
| 359  | ↘57  | ↘20  | ↘11  |